# Konrad Stöcklin
Chonradt Stöcklin, född 1550, död 1586, var en tysk herde som anklagades för häxeri och svartkonst.
Han ställdes inför rätta anklagad för häxeri i Oberstdorf i Tyskland år 1586. Han berättade att han 1578 mött en nyligen död herde i skogen; herden hade sagt honom att han var dömd att irra omkring och uppmanade honom att alltid vara hederlig. Ett år senare, hade han mött honom igen, svimmat och under svimningen sett både himlen och helvetet. Herden hade sagt honom att han nu var en ängel och att det inte var syndigt att vara utanför sin kropp; levande människor kunde göra det, som Stöcklin gjorde nu och som de som deltog i "den nattliga skarans vandringar" kunde göra; döda kunde göra det, som de osaligas spöken; och häxorna kunde göra det. 
De som deltog i "nattvandringarna" lämnade sin kropp under en timme varje lördag och fredag under en svimning. Stöcklin sade att han hade sett häxor och pekade ut flera stycken i Obersdotf, som också blev arresterade, och han sade att han kunde bota folk från förhäxning. 
Hans berättelse om hur själen lämnade kroppen påminner om det fenomen som nu kallas astralprojektion, och både det och hans berättelse om nattvandringar samt hans påståenden att han kunde bota folk från förtrollning känns igen från benandanti och Pierina de Bugatis sällskap.
Domstolen ogillade starkt berättelsen om hur själen tillfälligt lämnade kroppen och pressade honom att säga att han var en häxmästare, och efter hårt tryck hetsades han bekänna att han 1566 fått en salva av sin mor och flugit till häxsabbaten i sin riktiga kropp där han försvurit sig till djävulen och förnekat gud. Han torterades tills han angett flera personer, och brändes sedan på bål för häxeri tillsammans med flera kvinnor han angivit.          